# Meistaraflokkur (1928)
Sezon 1928 był 17. sezonem o mistrzostwo Islandii. Drużyna KR po raz drugi z rzędu obroniła tytuł mistrzowski, wygrywając obydwa mecze. Ze względu na brak systemu ligowego żaden zespół nie spadł ani nie awansował po sezonie.

## Drużyny
Po sezonie 1927 z udziału w rozgrywkach zrezygnował zespół Fram, żaden zespół natomiast nie dołączył do ligi, w wyniku czego w sezonie 1928 w rozgrywkach Meistaraflokkur wzięły udział trzy zespoły.
| Uczestnicy poprzedniej edycji                                                                                 | Uczestnicy poprzedniej edycji | Uczestnicy poprzedniej edycji | Uczestnicy poprzedniej edycji |
| --- | ----------------------------- | ----------------------------- | ----------------------------- |
| KRE | KR                            | 1                             |                               |
| VAL | Valur                         | 2                             |                               |
| VÍR | Víkingur Reykjavík            | 3                             |                               |
| Oznaczenia: - kolumna pierwsza – skróty nazw drużyn, - kolumna trzecia – miejsce zajęte w poprzednim sezonie. |                               |                               |                               |

## Tabela
| Lp. | Drużyna            | M | Z | R | P | Bramki | Bramki | +/– | Pkt |
| --- | ------------------ | - | - | - | - | ------ | ------ | --- | --- |
| 1   | KR (M)             | 2 | 2 | 0 | 0 | 6      | 2      | +4  | 4   |
| 2   | Valur              | 2 | 1 | 0 | 1 | 4      | 4      | 0   | 2   |
| 3   | Víkingur Reykjavík | 2 | 0 | 0 | 2 | 5      | 9      | −4  | 0   |

## Wyniki
| Gospodarz \ Gość   | KRE | VAL | VÍR |
| KR                 |     | 1:0 |     |
| Valur              |     |     | 4:3 |
| Víkingur Reykjavík | 2:5 |     |     |

Źródło: Knattspyrnusamband Íslands (isl.)
Objaśnienia:
1Drużyna gospodarzy jest wymieniona po lewej stronie tabeli.
Kolory: zielony – zwycięstwo gospodarzy, żółty – remis, różowy – zwycięstwo gości.